# Női 48 kg-os cselgáncs a 2005. évi nyári európai ifjúsági olimpiai fesztiválon
A 2005. évi nyári európai ifjúsági olimpiai fesztiválon a cselgáncs versenyszámokat Lignano Sabbiadoróban rendezték. A női 48 kilogrammos cselgáncs viadalokat július 4.-én rendezték.

## Mérkőzések

### Főág
|  | Nyolcaddöntők                     | Nyolcaddöntők                     | Nyolcaddöntők |  |  | Negyeddöntők                      | Negyeddöntők                      | Negyeddöntők                      |                                   |       | Elődöntő           | Elődöntő           | Elődöntő                          |                                   |        | Döntő | Döntő | Döntő |  |
|  |                                   |                                   |               |  |  |                                   |                                   |                                   |                                   |       |                    |                    |                                   |                                   |        |       |       |       |  |
|  | Annina Virtanen                   | Annina Virtanen                   | 1(0)          |  |  |                                   |                                   |                                   |                                   |       |                    |                    |                                   |                                   |        |       |       |       |  |
|  | Shushana Hevondian                | Shushana Hevondian                | 110(1)        |  |  | Shushana Hevondian                | Shushana Hevondian                | 200(0)                            |                                   |       |                    |                    |                                   |                                   |        |       |       |       |  |
|  |                                   |                                   |               |  |  | Alesia Staravera                  | Alesia Staravera                  | 0(0)                              |                                   |       |                    |                    |                                   |                                   |        |       |       |       |  |
|  |                                   |                                   |               |  |  |                                   |                                   |                                   |                                   |       | Shushana Hevondian | Shushana Hevondian | 1101(0)                           |                                   |        |       |       |       |  |
|  | Maria Kucharikova                 | Maria Kucharikova                 | 0(0)          |  |  |                                   |                                   | Elisabeth Kristina Schoenstein    | Elisabeth Kristina Schoenstein    | 0(1)  |                    |                    |                                   |                                   |        |       |       |       |  |
|  | Ioana Matei                       | Ioana Matei                       | 101(0)        |  |  | Ioana Matei                       | Ioana Matei                       | 21(1)                             |                                   |       |                    |                    |                                   |                                   |        |       |       |       |  |
|  | Turana Seyidi                     | Turana Seyidi                     | 1(1)          |  |  | Elisabeth Kristina Schoenstein    | Elisabeth Kristina Schoenstein    | 101(1)                            |                                   |       |                    |                    |                                   |                                   |        |       |       |       |  |
|  | Elisabeth Kristina Schoenstein    | Elisabeth Kristina Schoenstein    | 1121(0)       |  |  |                                   |                                   |                                   |                                   |       | Shushana Hevondian | Shushana Hevondian | 12(3)                             |                                   |        |       |       |       |  |
|  | Ekaterina Antonova                | Ekaterina Antonova                | 1000(0)       |  |  |                                   |                                   |                                   |                                   |       |                    |                    | Jennifer Berendina Freder Wichers | Jennifer Berendina Freder Wichers | 100(1) |       |       |       |  |
|  | Larrea Amaia                      | Larrea Amaia                      | 0(0)          |  |  | Ekaterina Antonova                | Ekaterina Antonova                | 1000(0)                           |                                   |       |                    |                    |                                   |                                   |        |       |       |       |  |
|  | Ana Sousa                         | Ana Sousa                         | 20(0)         |  |  | Ana Sousa                         | Ana Sousa                         | 0(0)                              |                                   |       |                    |                    |                                   |                                   |        |       |       |       |  |
|  | Veronika Weidenegger              | Veronika Weidenegger              | 1(0)          |  |  |                                   |                                   |                                   |                                   |       | Ekaterina Antonova | Ekaterina Antonova | 10(2)                             |                                   |        |       |       |       |  |
|  | Ljiljana Savanovic                | Ljiljana Savanovic                | 0(1)          |  |  |                                   |                                   | Jennifer Berendina Freder Wichers | Jennifer Berendina Freder Wichers | 12(0) |                    |                    |                                   |                                   |        |       |       |       |  |
|  | Jennifer Berendina Freder Wichers | Jennifer Berendina Freder Wichers | 1001(0)       |  |  | Jennifer Berendina Freder Wichers | Jennifer Berendina Freder Wichers | 111(1)                            |                                   |       |                    |                    |                                   |                                   |        |       |       |       |  |
|  | Gizem Satir                       | Gizem Satir                       | 1(0)          |  |  | Stephanie Cardone                 | Stephanie Cardone                 | 2(3)                              |                                   |       |                    |                    |                                   |                                   |        |       |       |       |  |
|  | Stephanie Cardone                 | Stephanie Cardone                 | 1010(0)       |  |  |                                   |                                   |                                   |                                   |       |                    |                    |                                   |                                   |        |       |       |       |  |

### Vigaszág felső ág
|  | Vigaszág negyeddöntő | Vigaszág negyeddöntő | Vigaszág negyeddöntő |  |  | Vigaszág elődöntő | Vigaszág elődöntő | Vigaszág elődöntő  |                    |      | Bronzmérkőzés    | Bronzmérkőzés    | Bronzmérkőzés |  |
|  |                      |                      |                      |  |  |                   |                   |                    |                    |      |                  |                  |               |  |
|  | Annina Virtanen      | Annina Virtanen      | 0(1)                 |  |  |                   |                   |                    |                    |      |                  |                  |               |  |
|  | Alesia Staravera     | Alesia Staravera     | 111(0)               |  |  | Alesia Staravera  | Alesia Staravera  | 101(0)             |                    |      |                  |                  |               |  |
|  | Turana Seyidi        | Turana Seyidi        | 0(0)                 |  |  | Ioana Matei       | Ioana Matei       | 10(1)              |                    |      |                  |                  |               |  |
|  | Ioana Matei          | Ioana Matei          | 1010(0)              |  |  |                   |                   |                    |                    |      | Alesia Staravera | Alesia Staravera | 1(0)          |  |
|  |                      |                      |                      |  |  |                   |                   | Ekaterina Antonova | Ekaterina Antonova | 0(1) |                  |                  |               |  |

### Vigaszág alsó ág
|  | Vigaszág negyeddöntő | Vigaszág negyeddöntő | Vigaszág negyeddöntő |  |  | Vigaszág elődöntő | Vigaszág elődöntő | Vigaszág elődöntő              |                                |         | Bronzmérkőzés | Bronzmérkőzés | Bronzmérkőzés |  |
|  |                      |                      |                      |  |  |                   |                   |                                |                                |         |               |               |               |  |
|  | Larrea Amaia         | Larrea Amaia         | 21(0)                |  |  |                   |                   |                                |                                |         |               |               |               |  |
|  | Ana Sousa            | Ana Sousa            | 1100(2)              |  |  | Ana Sousa         | Ana Sousa         | 1101(1)                        |                                |         |               |               |               |  |
|  | Ljiljana Savanovic   | Ljiljana Savanovic   | 0(0)                 |  |  | Stephanie Cardone | Stephanie Cardone | 10(1)                          |                                |         |               |               |               |  |
|  | Stephanie Cardone    | Stephanie Cardone    | 1010(0)              |  |  |                   |                   |                                |                                |         | Ana Sousa     | Ana Sousa     | 0(0)          |  |
|  |                      |                      |                      |  |  |                   |                   | Elisabeth Kristina Schoenstein | Elisabeth Kristina Schoenstein | 1000(0) |               |               |               |  |

## Végeredmény
| Helyezés | Név                               | Nemzet           |
| -------- | --------------------------------- | ---------------- |
| Arany    | Jennifer Berendina Freder Wichers | Hollandia        |
| Ezüst    | Shushana Hevondian                | Ukrajna          |
| Bronz    | Alesia Staravera                  | Fehéroroszország |
| Bronz    | Elisabeth Kristina Schoenstein    | Ausztria         |
| 5.       | Ekaterina Antonova                | Oroszország      |
| 5.       | Ana Sousa                         | Portugália       |
| 7.       | Ioana Matei                       | Románia          |
| 7.       | Stephanie Cardone                 | Svájc            |